# Tachychlora
Tachychlora is een geslacht van vlinders van de familie spanners (Geometridae), uit de onderfamilie Geometrinae.

## Soorten
- T. amilletes Prout, 1932
- T. baeogonia Prout, 1932
- T. clita Prout, 1932
- T. explicata Prout, 1932
- T. flavicoma Warren, 1906
- T. flavidisca Warren, 1904
- T. flora E.D. Jones, 1921
- T. intrapunctata Prout, 1932
- T. lepidaria Möschler, 1881
- T. phaeozona Prout, 1932
- T. prasia Prout, 1916
- T. pretiosa Thierry-Mieg, 1916
- T. silena Schaus, 1901
- T. subscripta Warren, 1897
- T. uricha Kaye, 1901